# Kurt Bernheiden
Kurt Bernheiden (* 8. Mai 1927 in Blankensee; † Januar 2017 in Pasewalk) war ein deutscher Agraringenieur und Politiker (NDPD).
Bernheiden war der Sohn einer Arbeiterfamilie. Nach dem Schulbesuch wurde er Kaufmann, Feldbaumeister und Agraringenieur. Als solcher wurde er Leiter des Agrochemischen Zentrums in Pasewalk. 1991 wurde er Geschäftsführer der VEFA Vorpommersche Energie-Fahrzeug-Agrar GmbH, Pasewalk.
Er trat der 1948 in der Sowjetischen Besatzungszone gegründeten National-Demokratischen Partei Deutschlands bei. Bei den Wahlen zur Volkskammer der DDR war Bernheiden Kandidat der Nationalen Front der DDR. Von 1976 bis 1986 war er Mitglied der NDPD-Fraktion in der Volkskammer.